# Mattentaart

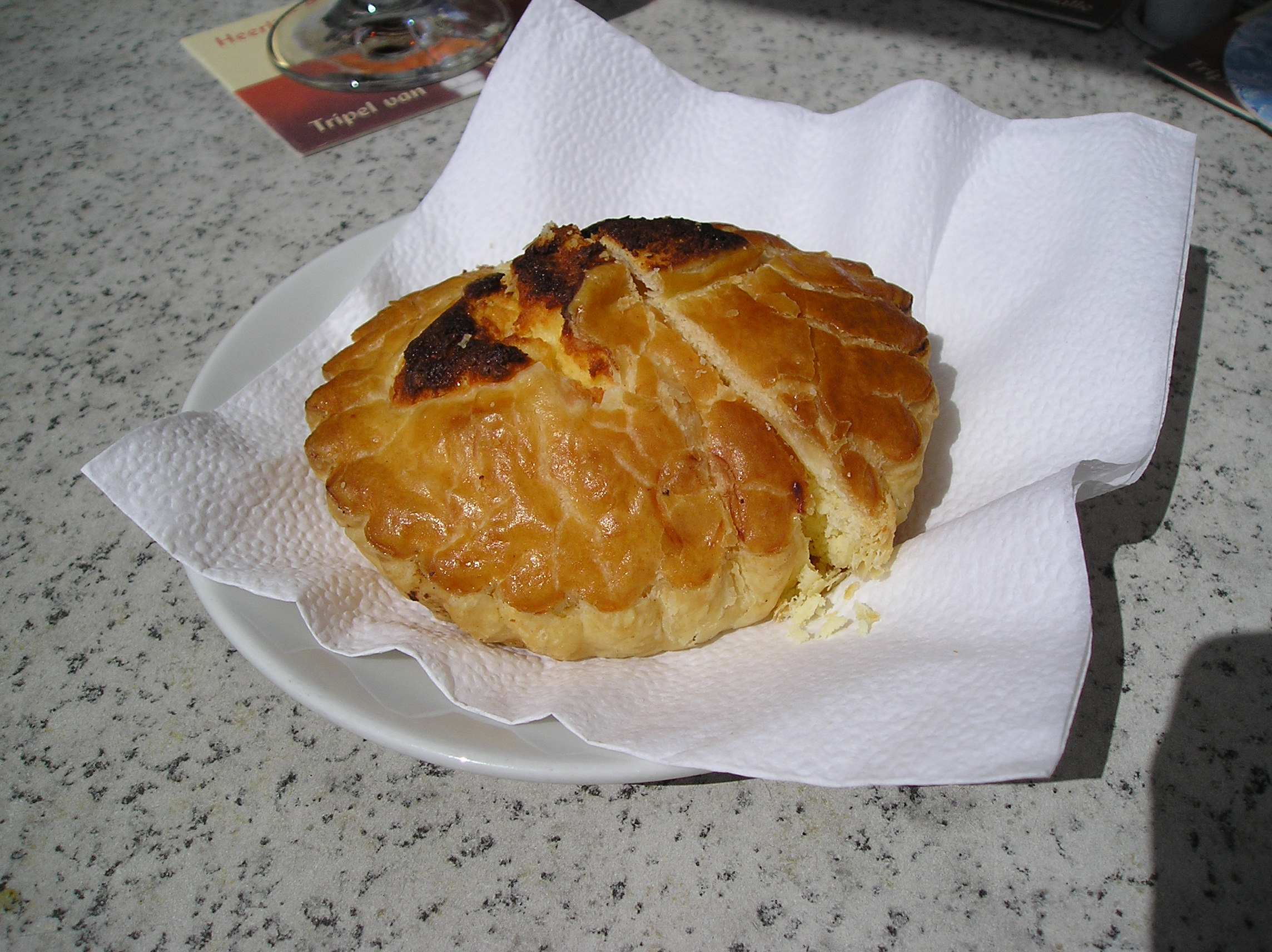
Mattentaart

Die Mattentaart ist ein Gebäck der flämischen Küche aus Belgien, dessen Herstellung besonders mit dem flämischen Ort Geraardsbergen in Verbindung gebracht wird. Der Boden der rundlichen Tarte von etwa 8–10 cm Durchmesser besteht aus Blätterteig, die Füllung aus einem speziellen Käsebruch (niederländisch mat), der aus drei Teilen Vollmilch und einem Teil Buttermilch hergestellt wird, sowie Eiern, Zucker und feingemahlenen Mandeln.

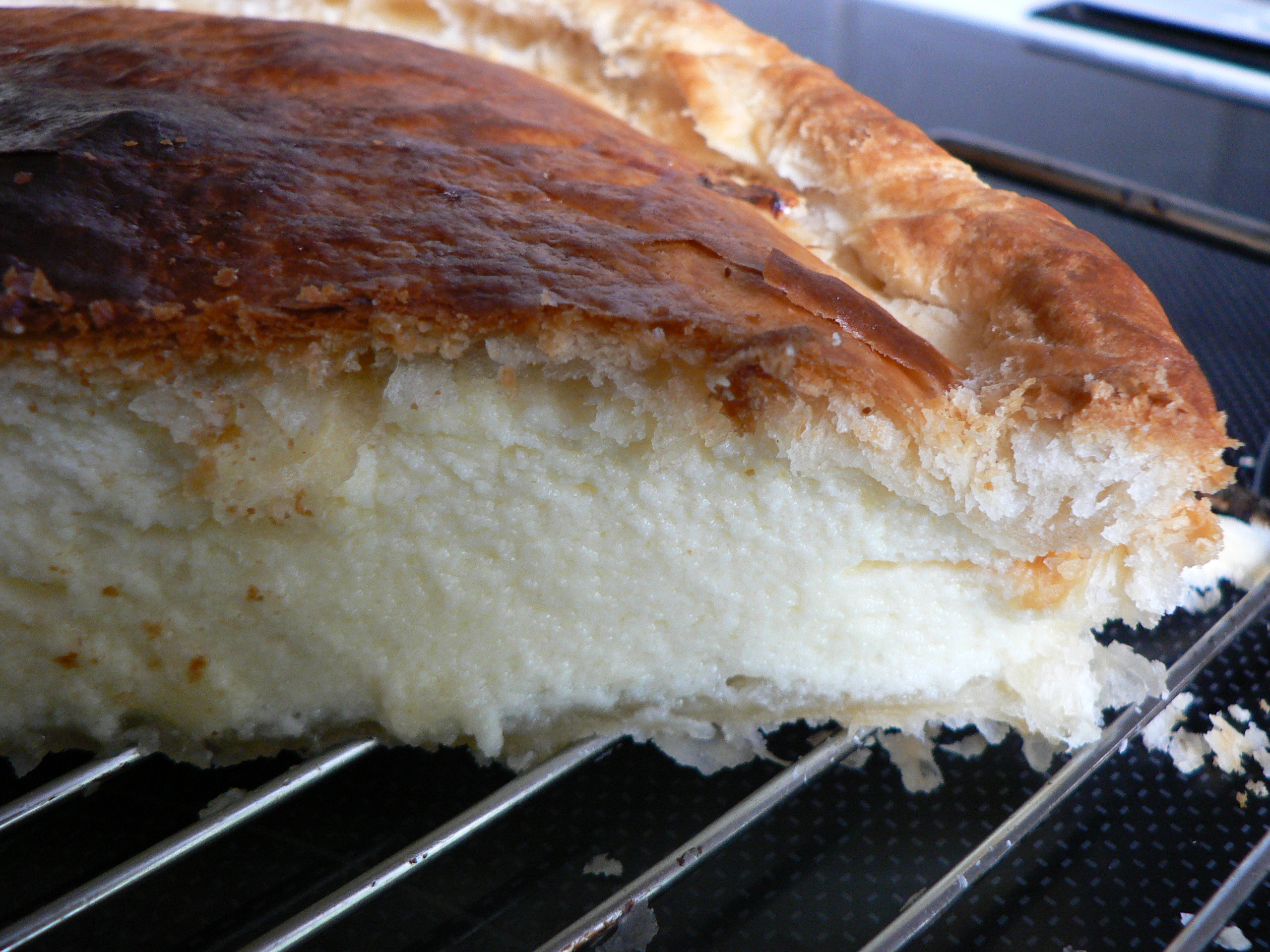
Schnittansicht der Füllung

Ein Rezept taucht bereits im ersten niederländisch gedruckten Kochbuch En notabel boecxken van cokeryen auf, das um 1510 in Brüssel veröffentlicht wurde.
Als erstem flämischem Produkt wurde der Geraardsberger Mattentaart am 15. Februar 2007 durch die Europäische Union die Herkunftsbezeichnung Geschützte geographische Angabe (g.g.A.) verliehen.